# Góry Macdonnella

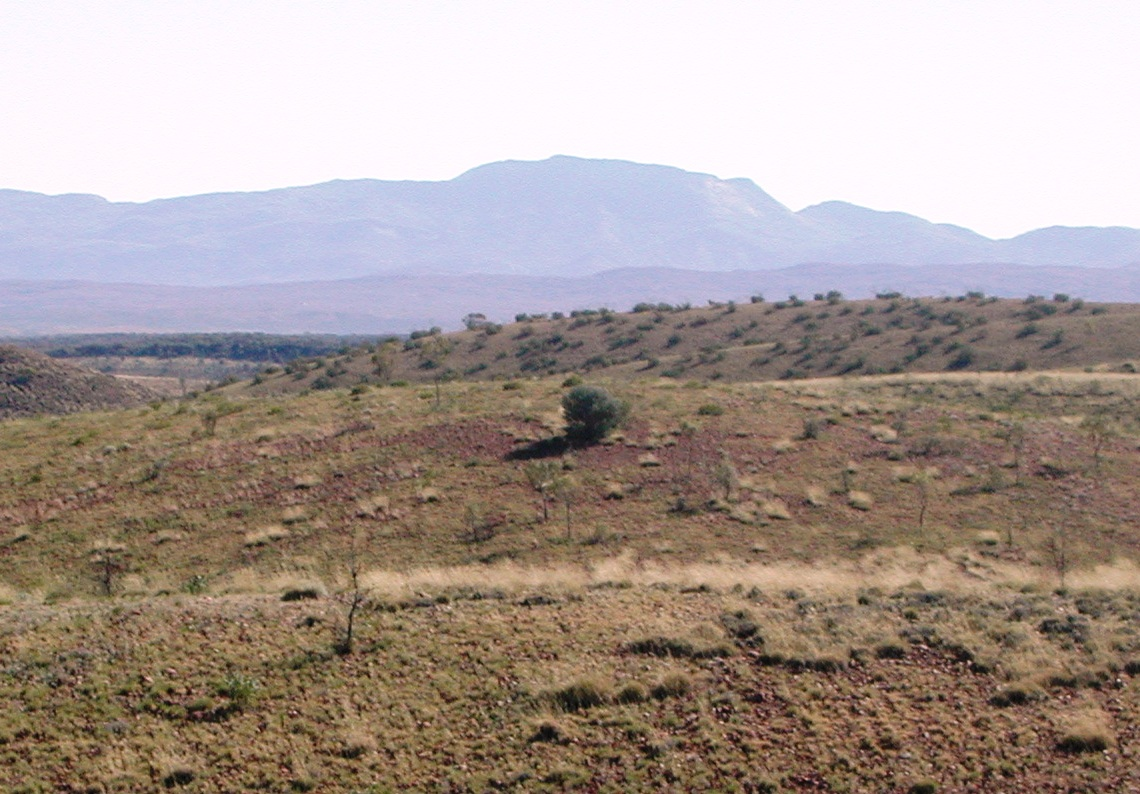
Widok na najwyższy szczyt Gór Macdonnella – Mount Zeil (1531 m n.p.m.)

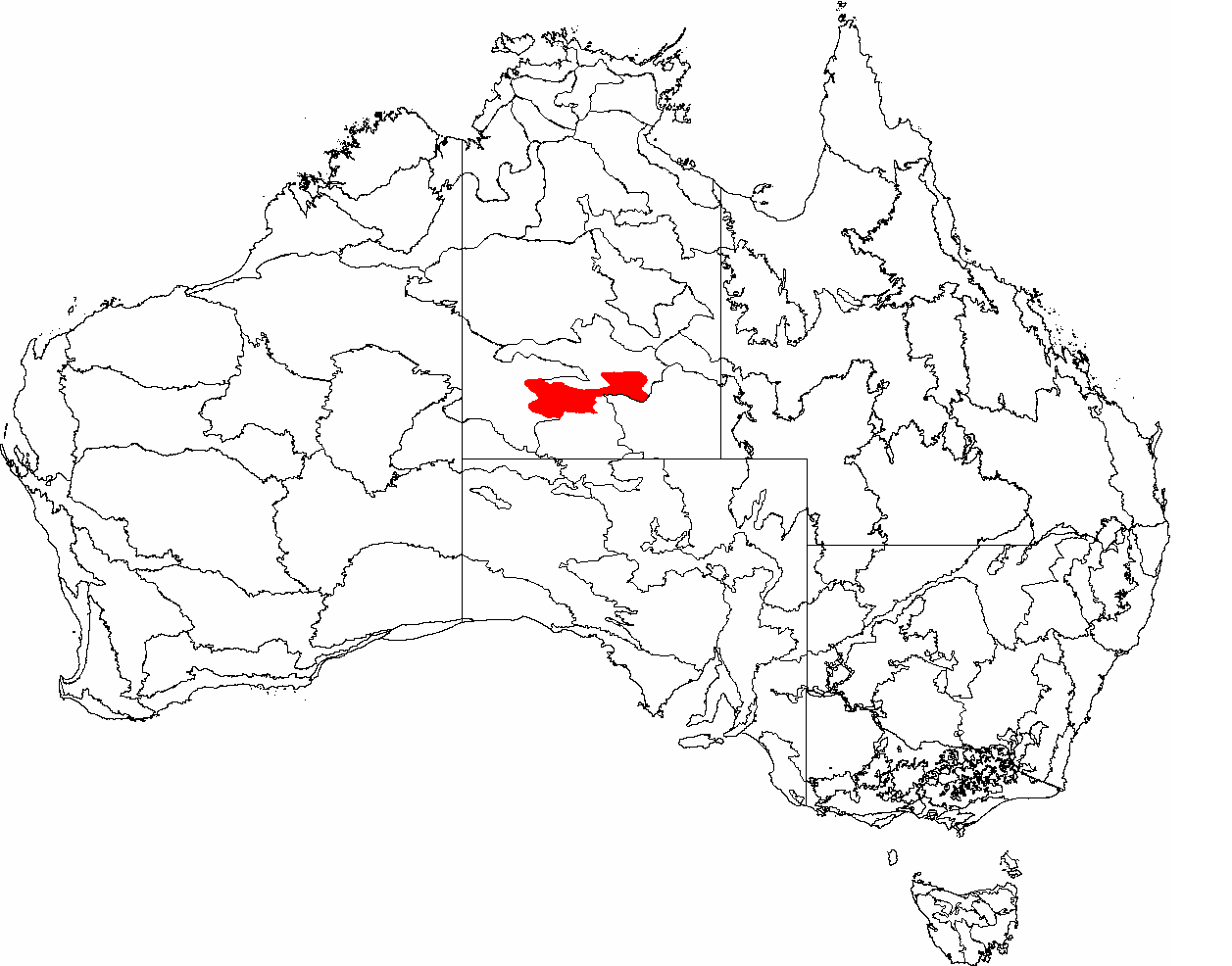
Położenie Gór Macdonnella

Góry Macdonnella (ang. MacDonnell Ranges) – szereg starych, zbudowanych głównie z prekambryjskich gnejsów poprzecinanych intruzjami granitoidów, sfałdowanych w orogenezie hercyńskiej i ponownie wyniesionych w orogenezie alpejskiej równoległych do siebie pasm górskich znajdujące się w środkowej części kontynentu australijskiego. Najwyższym szczytem tych gór jest Mount Zeil (1531 m n.p.m.). Zostały nazwane tak na cześć Sir Richarda MacDonnella podczas wyprawy Johna McDouall Stuart'a w kwietniu 1860. 
Góry ciągną się równoleżnikowo na długości 644 km.